# Stadsbelang Utrecht
Stadsbelang Utrecht (SBU) is een lokale politieke partij actief in de gemeente Utrecht. Sinds 2014 is de partij vertegenwoordigd in de Utrechtse gemeenteraad.

## Geschiedenis
Stadsbelang Utrecht is opgericht in 2013 door Cees Bos en projectontwikkelaar Wim Oostveen. Stadsbelang Utrecht is ontstaan omdat de oprichters van mening waren dat de gemeente Utrecht onverantwoord omging met haar financiën. De partij werd ook opgericht met het oog op de belangen van de inwoners. De gemeente Utrecht heeft de ambitie om te groeien als stad, maar Stadsbelang Utrecht wil de behoeften van de huidige inwoners voorop stellen.
Voor de verkiezingen sloot CDA raadslid Cees Bos zich aan bij Stadsbelang Utrecht. Bos genoot enige lokale bekendheid omdat hij in januari 2014 tegen de fractiediscipline in de doorslaggevende stem uitbracht tegen de komst van de Bieb++. Cees Bos werd verkozen als lijsttrekker, Oostveen stond op een tweede plek op de kandidatenlijst.
Bij de gemeenteraadsverkiezingen in 2014 haalde Stadsbelang Utrecht 5.808 stemmen, 4,2% van de stemmen en nipt voldoende voor twee zetels. Het beste resultaat boekte de partij in de nieuwbouwwijken Leidsche Rijn en Vleuten-De Meern. In 2016 verliet Oostveen, die ook projectontwikkelaar was, de gemeenteraad om eventuele belangenverstrengeling te voorkomen. Hij werd opgevolgd door Stephan Oost.
Op 9 februari 2018 overleed Oostveen aan de gevolgen van slokdarmkanker. Bij de verkiezingen in 2018 verloor de partij één zetel. Cees Bos werd herkozen.
Sinds 2021 kunnen mensen lid worden van Vrienden van Stadsbelang Utrecht. Bij de verkiezingen in 2022 bundelde de partij krachten met Seniorenpartij Utrecht, waarbij de partij wederom een zetel haalde. Na de verkiezingen werd oud-wethouder van Den Haag Chris Nyqvist commissielid voor Stadsbelang Utrecht.

## Standpunten
In het verkiezingsprogramma voor de gemeenteraadsverkiezingen in 2018 roept de partij op tot burgerinitiatieven in plaats van overheidsingrijpen, een zuiniger uitgavenpatroon van de gemeente en een bereikbaardere stad. Daar tegenover staat dat de partij wel ruimhartiger wil omgaan met de bijzondere bijstand.
Daarnaast is de partij pleitbezorger voor de nieuwe wijken Leidsche Rijn en Vleuten-De Meern. Zo ageerde de partij tegen de komst van een tippelzone in De Meern en windmolens in de polder Rijnenburg..
De laatste jaren heeft de partij ingezet op het voorkomen van geluidsoverlast en straatintimidatie en heeft deze gerealiseerd dat er een fietspad in Vleuten werd vernoemd naar wielrenster Annemiek van Vleuten.  

## Verkiezingsuitslagen
| Jaar | Stemmen | %     | Zetels | Lijsttrekker |
| ---- | ------- | ----- | ------ | ------------ |
| 2014 | 5.808   | 4,18% | 2      | Cees Bos     |
| 2018 | 4.295   | 2,72% | 1      | Cees Bos     |
| 2022 | 3.432   | 2,18% | 1      | Cees Bos     |